# Kinderschutzzentrum
Ein Kinderschutzzentrum ist eine nichtstaatliche Anlaufstelle für Kinder, Familien und Mitarbeitende der Kinder- und Jugendhilfe bei belastenden Lebenssituationen und Gefährdungen des Kindeswohls durch unterschiedliche Formen von Gewalt und Vernachlässigung. Neben der Beratung in Krisensituationen bieten Kinderschutzzentren auch Programme zur Gewaltprävention und therapeutische Hilfen an. Einzelne Zentren verfügen auch über Wohngruppen für Minderjährige und sind damit an Verfahren der Inobhutnahme beteiligt. Die Bündelung entsprechender Dienste des Kinderschutzes zu Zentren, die jeweils in einem nationalen Bundesverband organisiert sind, gibt es in Deutschland und in Österreich. Einzelne Kinderschutzzentren gibt es auch in der Schweiz. 

## Geschichte
Das erste deutsche Kinderschutzzentrum wurde im Jahr 1976 von einer Gruppe um Reinhard Wolff in Berlin gegründet. Es entstand aus einem Projekt der Freien Universität Berlin mit dem Ziel, eine Alternative zum zeitgenössischen, an Eingriffen, Strafe und Trennung orientierten Umgang mit familiärer Gewalt zu schaffen. Durch frühzeitige Hilfe für Kinder und Eltern und durch die Erkennung von Entstehungsbedingungen wie struktureller Gewalt sollten Familien besser vor Gefährdungen geschützt werden. In den Folgejahren und -jahrzehnten wurden in 28 Standorten in Deutschland Kinderschutzzentren eröffnet. In Österreich gibt es derzeit 41 Kinderschutzzentren.

## Organisation
Die Kinderschutzzentren stehen in der Trägerschaft unterschiedlicher Organisationen. In Deutschland sind das neben dem Deutschen Kinderschutzbund (13 Zentren) etwa die Arbeiterwohlfahrt, Diakonie, Caritas, das Deutsche Rote Kreuz, Kinderkliniken oder einzelne Stiftungen und Vereine. Sie sind in der Bundesarbeitsgemeinschaft der Kinderschutz-Zentren e.V. mit Sitz in Köln organisiert. Die Finanzierung einzelner Zentren erfolgt durch Spenden und Einzelzuwendungen, etwa von Stiftungen sowie durch Entgelte für Leistungen, die im Auftrag der Jugendhilfe erbracht werden. Der Bundesverband Österreichischer Kinderschutzzentren hat seinen Sitz in Wien.  